# Brabe
Brabe is een bestuurslaag in het regentschap Probolinggo van de provincie Oost-Java, Indonesië. Brabe telt 5649 inwoners (volkstelling 2010).